# Jinjiang Hotel
Jinjiang Hotel er et af de mest luksuriøse hoteller i Shanghai i Folkerepublikken Kina. De oprindelig hotel går tilbage til 1930'erne og er omfattet af et kompleks af lejligheder, butikker, restauranter, haver og en offentlig hal. Frem til bygningen af hotelskyskrabere i 1980'erne og 1990'erne var dette hotellet et af de bedste i Shanghai. 
Da præsident Nixon besøgte Kina i 1972, boede den amerikanske delegation der. Shanghaikommunikéet blev undertegnet af USA og Kina her i 1972.
Hotellet blev renoveret i 1998.
31°13′N 121°28′Ø / 31.22°N 121.46°Ø